# 凛美
凛美（りみ、2006年〈平成18年〉11月20日 - ）は、日本の女優、ファッションモデル。旧芸名、RIMI（リミ）、丁田 凛美（まちだ りみ）。
東京都出身。研音所属。元『nicola』専属モデル（ニコモ）。子役時代は、ボナプロに所属していた。

## 略歴
4歳の時、甘えん坊で人見知りだったことから自立し「いろいろな人と接することができるように」と母が子役事務所に応募。2011年3月、モデル事務所「ボナプロ」に所属する。
2015年公開のホラー映画『呪怨 -ザ・ファイナル-』で「絵菜」役を演じる。「絵菜」は、本作での新キャラクターであり、映画ポスターでは、丁田の演じる「絵菜」が「俊雄」と共に恐怖の対象として大写しにされた。
2016年放送のマツコ・デラックスと共に出演した「ピザーラ」のCMでは、体のサイズだけは小さいが、髪形も衣装も「マツコ」と同じにした「コマツコ」を演じ注目される
2017年放送の連続ドラマ『下剋上受験』が最初のテレビドラマ出演である。丁田は作中の「大江戸小学校」の卒業式シーンでオールアップを迎え、贈られた花束を胸に、他のクラスメート役と共に出演できたことの喜びを語った。
2017年、深田恭子の「ビスコ」のCMに参加する。深田が小さいころからの「ビスコ」への思いを振り返るという設定のCMであり、白鳥玉季、丁田、真広佳奈の3人が、それぞれ、深田の幼児期、小学生時代、高校生時代を演じた。
2019年、「第20回ハンブルク日本映画祭」のオープニング作品となった『ツングースカ・バタフライ -サキとマリの物語-』では、作品の表題にある「マリ」として、社会から疎外された主人公「サキ」と友情で結ばれる心と体に傷を負った少女を演じた。
中学受験終了を機に「もっとお芝居にチャレンジしてみたい」として芸能事務所のオーディションに応募し、「凛美」の芸名で2019年5月1日付で研音に所属した。事務所オーディションを経て同年11月発売の2020年1月号より『nicola』専属モデル（ニコモ）に加わった。
2020年4月期の『女ともだち』で初めて連続ドラマにレギュラー出演。
2022年11月、第101回全国高等学校サッカー選手権大会の18代目応援マネージャーに就任。

## 人物
- 身長157cm[2]。
- 特技はピアノ、ダンス、一輪車[2]。
- AKB48のファンであり、同グループのエースであった前田敦子と共演することを夢みていた[6][17][注 1]。
- 『明日、ママがいない』（2014年）を見て芦田愛菜や桜田ひよりへの憧れもあったという[8]。
- 目標の女優として広瀬すず、永野芽郁、清原果耶を挙げる[8]。
- キッズモデルとしても、スチール、映像、イベント出演と幅広く活動している[11]。『城とドラゴン』オリジナルサウンドトラックの発売を記念して新宿アルタ前広場で行われたライブイベントでは、丁田を含むボナプロのキッズモデル3名がミニサンタを務めた。寒空の下、真紅と白のサンタ衣装で登場し、幻想的な雰囲気を盛り上げた[18][19]。

## 出演

### 映画
- 呪怨 -ザ・ファイナル-（2015年） - 絵菜 役[注 2]
- ツングースカ・バタフライ -サキとマリの物語-（2019年） - 新井真理 役[注 3][21][22][23]
- GHOSTBOOK おばけずかん（2022年7月22日公開） - 坂本若葉 役
- 毒娘（2024年4月5日） - 川添椿 役[24][25]

### テレビドラマ
- 下剋上受験（2017年1月13日 - 3月17日、TBS） - 河瀬リナ 役[注 3][12][26]
- 人は見た目が100パーセント（2017年、フジテレビ）[注 3][11]
- シグナル 長期未解決事件捜査班（2018年、関西テレビ）[注 3][11]
- ブラック校則 第6話（2019年11月19日、日本テレビ） - 田母神美南（少女時代） 役
- 女ともだち 第4話 - 最終話（2020年5月2日 - 7月26日、BSテレ東/テレビ大阪） - 近沢マミ 役[27]
- 記憶捜査〜新宿東署事件ファイル〜（2020年7月27日、テレビ東京） - 蒔田優子 役
- 朗読ドラマ「リアルプリンセス」第1回「眠り姫」（2020年8月21日、NHK総合） - 眠り姫 役
- にぶんのいち夫婦（2021年6月3日 - 7月29日、テレビ東京） - 今井優香（高校時代）役
- 警視庁強行犯係・樋口顕~疑念~（2021年10月11日、テレビ東京）- 藍沢美羽 役
- ゴシップ #彼女が知りたい本当の○○（2022年2月10日、フジテレビ）- 南雲沙羅 役
- マイファミリー（2022年5月1日 - 6月12日、TBS） - 阿久津実咲 役[28]
- NICE FLIGHT! （2022年7月22日 - 9月9日、テレビ朝日） - 渋谷真夢（中高生時代）役
- リバーサルオーケストラ 第4話・第5話・第9話（2023年2月1日・2月8日・3月8日、日本テレビ） - 桃井亜美 役[29]

### ウェブドラマ
- 県北高校フシギ部の事件ノート（2021年9月16日・22日 - 配信中、いばキラTV） - 主演・折口ミコト 役
- 県北高校焚き火部の野望（2022年9月30日 - 配信中、いばキラTV） - 折口ミコト 役

### MV
- 林原めぐみ 「薄ら氷心中」（2016年）[注 3][30]

### CM
- ピザーラ カマンベールデラックス[注 3][31][32]
  - 「毎日たべたい」篇（2016年3月 - ）
  - 「点数」篇（2016年3月 - ）
- 江崎グリコ ビスコ 「ずっと味方」篇（2017年3月 - ）[注 3][13][33]

### 雑誌
- nicola（2020年1月号 - 2023年4月号、新潮社） - 専属モデル（ニコモ）